# Bare meg
Bare meg er den norske hiphopgruppe Klovner i Kamps debuudgivelse og udkom i 1999.

## Spor
1. «Bare meg»
2. «Det var saker»
3. «Go' saker»